# Dekada '70
Dekada '70 é um filme de drama filipino de 2002 dirigido e escrito por Chito S. Roño. Foi selecionado como representante das Filipinas à edição do Oscar 2003, organizada pela Academia de Artes e Ciências Cinematográficas.

## Elenco
- Vilma Santos – Amanda Bartolome
- Christopher de Leon – Julián Bartolome, Sr.
- Piolo Pascual – Julian "Jules" Bartolome, Jr.